# Novachord
Novachord – instrument muzyczny z grupy elektronicznych, skonstruowany w 1939 w pracowni Hammond Organ Co. Był to polifoniczny instrument oparty na technologii lampowych oscylatorów RLC. 169 lamp, tworzących 12 oscylatorów, produkował dźwięki z zakresu sześciu oktaw. Osiągnięto to, stosując rewolucyjną technologię podziału częstotliwości, która potem stała się standardem w instrumentach elektronicznych.

## Budowa
Instrument wyposażony był w szereg pokręteł i trzy pedały do ustawiania brzmienia. Instrument imitował klasyczne instrumenty strunowe i dęte oraz produkował własne brzmienia. Wyposażony był w dynamiczną, wysokiej jakości klawiaturę.

## Wykorzystanie
Instrument był używany w produkcjach filmowych i na występach scenicznych. W obliczu jednak niewielkiego zainteresowania na rynku, głównie spowodowanego wojennymi nastrojami w USA i zahamowaniem wymiany międzynarodowej, został wycofany z produkcji w 1942. Mimo że Hammond Organ Co nigdy nie powrócił do projektu, Novachord jest uznawany za jeden najbardziej zaawansowanych instrumentów elektronicznych "ery przedsyntezatorowej".